# Граф дружеских отношений

Графы дружеских отношений F_{2}, F_{3} и F_{4}.

Граф дружеских отношений (или граф датской мельницы, или n-лопастной вентилятор) Fn — это планарный неориентированный граф с 2n+1 вершинами и 3n рёбрами.
Граф дружеских отношений Fn можно построить путём соединения n копий цикла C3 в одной общей вершине.
По построению граф дружеских отношений Fn изоморфен мельнице Wd(3,n). Граф является графом единичных расстояний, имеет обхват 3, диаметр 2 и радиус 1. Граф  F2 изоморфен бабочке.

## Теорема о графе дружеских отношений
Теорема о графе дружеских отношений Эрдёша, Реньи и Веры Сос утверждает, что конечные графы со свойством, что любые две вершины имеют в точности одного общего соседа, это в точности графы дружеских отношений. Неформально, если группа людей обладает свойством, что любая пара людей имеет в точности одного общего друга, то должно быть одно лицо, являющееся другом остальных членов группы. Для бесконечных графов, однако, может существовать много различных графов одной и той же мощности, имеющих это свойство.
Комбинаторное доказательство теоремы о графе дружеских отношений дали Мертциос и Унгер. Другое доказательство дал Крейг Хунеке.

## Разметка и раскраска
Граф дружеских отношений имеет хроматическое число 3 и хроматический индекс 2n. Его хроматический многочлен может быть получен из хроматического многочлена цикла C3 и равен {\displaystyle (x-2)^{n}(x-1)^{n}x}.
Граф дружеских отношений Fn имеет совершенную разметку рёбер тогда и только тогда, когда n нечётно. Он имеет грациозную разметку тогда и только тогда, когда n ≡ 0 (mod 4), или n ≡ 1 (mod 4).
Любой граф дружеских отношений является фактор-критическим.

## Экстремальная теория графов
Согласно экстремальной теории графов любой граф с достаточно большим числом рёбер (по отношению к числу вершин) должен содержать  k-лопастной вентилятор в качестве подграфа. Более точно, это верно для графа с n вершинами, если число рёбер равно
{\displaystyle \left\lfloor {\frac {n^{2}}{4}}\right\rfloor +f(k),}
где f(k) равно k2 − k, если k нечётно, и 
f(k) равно k2 − 3k/2, если k чётно. Эти границы обобщают теорему Турана о числе рёбер в графе без треугольников и они являются лучшими границами для данной задачи, поскольку для любого меньшего числа рёбер существуют графы, не содержащие k-лопастного вентилятора.